# Katharinenkloster Dortmund
Das Katharinenkloster Dortmund war ein 1193 im Hochmittelalter entstandenes Prämonstratenserinnenkloster in Dortmund. Es bestand bis zur Säkularisation zu Beginn des 19. Jahrhunderts.

## Geschichte
Kaiser Heinrich VI. schenkte dem zu errichtenden Kloster als Teil des Dortmunder Königshofes einen Königskamp der zu dieser Zeit noch außerhalb der Stadtmauern von Dortmund lag. Der Bau erfolgte jedoch erst einige Jahre später im ersten Viertel des 13. Jahrhunderts. Nun lag das Kloster innerhalb der inzwischen erweiterten Stadtmauern. Die Kirchweihe fand 1215 durch Bischof Dietrich von Estland statt. Die Einrichtung war das älteste Kloster in Dortmund.
Anfangs war es ein Nonnenkloster, das der Benediktinerregel folgte. Aber um 1218/24 ging der Konvent zu den Prämonstratenserinnen über. Inkorporiert war dem Kloster die Pfarrei Kirchlinde bei Dortmund. Das Kloster wurde im Laufe der Jahrhunderte durch zahlreiche Schenkungen begütert. Es unterstand der Aufsicht des Abtes von Knechtsteden. Obwohl die Reichsstadt Dortmund im Zuge der Reformation protestantisch geworden war, konnte sich St. Katharina unter kaiserlichen Schutz behaupten. Im Jahr 1737 lebten dort 15 Chorfrauen und 10 Laienschwestern. Aufgehoben wurde es 1803/04. 
Im Jahr 1864 wurde auf dem Klostergelände eine Brauerei errichtet und die Klostergebäude in der Folge abgebrochen. Das ehemalige Haus des Priors aus dem 18. Jahrhundert diente als „Haus der Kunst.“ Das Gebäude wurde 1944 zerstört. Nach 1945 wurden auch die Reste, die vom Kloster noch übrig waren abgetragen.